# Cône vaginal
Un cône vaginal (aussi appelé poids vaginal) est un dispositif dont la forme a été conçue pour faciliter son insertion dans le vagin dans le but d’exercer les muscles du plancher pelvien pour les raffermir et combattre l’incontinence urinaire.

## Historique
Les cônes vaginaux comme méthode d'exercice de rééducation musculaire du plancher pelvien (ou périnée) existent depuis le début des années 1990. Ils ont été mis au point par Plevnik et al,, dont les études ont démontré que les femmes pouvaient tonifier les muscles de leur plancher pelvien pour améliorer le contrôle de leur vessie. La recherche a démontré que la rétroaction biologique est bénéfique pour augmenter l’efficacité des exercices de raffermissement musculaire et rétablir les fonctions urinaires.

## Mode d’action des cônes vaginaux
Le mode d’action des cônes vaginaux fait appel au mécanisme de rétroaction biologique de l’organisme (biofeedback). La recherche a démontré que la rétroaction biologique qui s’exerce avec les cônes vaginaux est aussi efficace que celle qui est provoquée par l’électrostimulation pratiquée en physiothérapie.
Dans le cas des exercices de raffermissement musculaire du plancher pelvien à l'aide des cônes vaginaux, la rétroaction biologique survient lorsque les muscles pelviens sollicités au moment de l’insertion du cône dans le vagin se contractent par réflexe autour du cône pour le retenir. C’est ce que l’on appelle une contraction passive, par opposition à une contraction active ou volontaire de la personne qui fait les exercices.

## L’utilisation des cônes vaginaux
Les cônes vaginaux sont généralement utilisés par les femmes qui éprouvent des problèmes d’incontinence urinaire à l’effort causés par un affaiblissement des muscles du plancher pelvien, ou à la suite d’une chirurgie abdominale, ou encore d’une grossesse, par exemple. Ils sont généralement présentés dans un boîtier contenant un ensemble de petits cônes de forme et de volume identiques, mais dont le poids augmente graduellement d’un cône à l’autre.

## Les exercices de raffermissement musculaire du plancher pelvien avec les cônes vaginaux
L’objectif de cette méthode d’exercice, qui se pratique à domicile, consiste à raffermir progressivement les muscles du plancher pelvien en insérant un cône et en le retenant le plus longtemps possible dans le vagin pendant la séance d’exercice (en général une quinzaine de 15 minutes, une ou deux fois par jour). Selon le degré de faiblesse musculaire, le plancher pelvien ne parviendra pas à retenir le cône en se contractant de façon passive. Une contraction volontaire ou active, plus ou moins légère selon le cas, sera alors nécessaire pour retenir le cône en place le temps de la séance d’exercice. Cette combinaison de contractions actives et passives assure un effort coordonné des muscles affaiblis et augmente l’efficacité de l’exercice, qui se pratique en position debout et en marchant normalement dans la maison.
Tant qu’un effort de contraction active, si léger soit-il, est nécessaire pour retenir le cône, l’exercice se poursuit avec le même cône pendant plusieurs séances d’exercices, pour permettre aux muscles de regagner progressivement du tonus. Lorsque le plancher pelvien parvient à retenir le cône sans effort de contraction active, l’exercice se poursuit avec un cône plus lourd, et ainsi de suite, jusqu’à ce que les muscles du plancher pelvien aient retrouvé leur force et qu’ils puissent contrôler adéquatement les fonctions urinaires. Une personne qui suit régulièrement son programme d’exercices avec les cônes vaginaux constatera déjà une nette amélioration au bout de six semaines environ. Dans l’espace de trois mois, les épisodes d’incontinence urinaire s’espaceront progressivement et s’atténueront pour éventuellement disparaître. Les muscles du plancher pelvien auront retrouvé leur force et leur tonus, ce qui leur permettra de reprendre le contrôle des fonctions urinaires.